# Un caballero en Moscú
Un caballero en Moscú (título original en inglés: A Gentleman in Moscow) es una serie limitada de televisión británica que consta de ocho episodios, basada en la novela de 2016 del mismo título de Amor Towles. Ben Vanstone es el guionista, productor ejecutivo y autor-productor. La serie está protagonizada por Ewan McGregor en el papel del conde Alexander Rostov y se estrenó en Paramount+ el 29 de marzo de 2024.

## Sinopsis
Después de regresar recientemente a Rusia desde París, el conde Alexander Ilyich Rostov pasa décadas confinado en el ático del lujoso Hotel Métropole tras la Revolución de Octubre, después de un tribunal bolchevique le conmute la pena de ejecución por arresto domiciliario. A medida que el régimen soviético cae en la tiranía, el conde descubre entre las paredes del hotel el valor de la amistad, la familia y el amor.

## Elenco
Principales
- Ewan McGregor como el conde Alexander Ilyich Rostov
- Mary Elizabeth Winstead como Anna Urbanova
- Fehinti Balogun como Mijaíl «Mishka» Fiódorovich Mindich
- Daniel Cerqueria como Vasili
- Björn Hlynur Haraldsson como Emile Zhukovsky
- Johnny Harris como Osip Glebnikov
- Leah Harvey como Marina Samarova
- John Heffernan como «el obispo» Leplevsky
- Anastasia Hille como Olga
- Lyès Salem como Andréi Duras

| Recurrentes - Leah Balmforth como Nina Kulikova - Alexa Goodall como Nina Kulikova de joven - Penny Downie como la condesa Rostova - Lily Newmark como Helena Rostova - Matilda Hunt como Helena Rostova de joven - Dee Ahluwalia como Audrius - Rob Jarvis como Halecki - Charley Palmer Rothwell como Pulonov - Gabriel Robinson como Yasha - Elliot Mugume como Yasha (10 años) - Mylo Rayne Pateman-Fannan como Yasha (4 años) - Jason Forbes como Alexéi Nachevko - Beau Gadsdon como Sofía - Billie Gadsdon como Sofía de joven - Anna Madeley como narrador (Sofía de adulta) | Invitados - Paul Ready como el príncipe Nikolái Petrov - Dermot Crowley como Abram - Josh Weller como Demetri - Matthew Wynn como el general Belsky - Camilla Beeput como Freya Campbell - Adam Fidusiewicz como Vladímir - Inês Pires Tavares como Mila Federova - Stephen Walters como el capitán Abashev - Lucian Msamati como Richard Vanderwhile - Alexandra Moen como Gloria |

## Episodios
| Temporada | Temporada | Episodios | Emisión original    | Emisión original   |
| Temporada | Temporada | Episodios | Inicio              | Final              |
| --------- | --------- | --------- | ------------------- | ------------------ |
|           | 1         | 8         | 29 de marzo de 2023 | 17 de mayo de 2023 |

| N.º | Título                                                        | Director       | Guionista                                            | Primera emisión     | Audiencia |
| --- | ------------------------------------------------------------- | -------------- | ---------------------------------------------------- | ------------------- | --------- |
| 1 | «A Master of Circumstance» «Un maestro de las circunstancias» | Sam Miller     | Ben Vanstone                                         | 29 de marzo de 2023 | 0,068     |
| En 1921, un tribunal bolchevique condena al conde Alexander Rostov de Nizhni Nóvgorod a cadena perpetua bajo arresto domiciliario en el Hotel Métropole Moscú, donde reside desde 1918. El oficial Osip Glebnikov traslada a Rostov de una lujosa suite a las antiguas habitaciones de los sirvientes. Sin embargo, todavía puede utilizar los servicios del hotel porque le han prometido alojamiento y comida. El director Halecki advierte a Rostov que el gobierno utiliza el hotel para espiar a los huéspedes adinerados y encontrar traidores al Partido Comunista. Nina Kulikova, la hija pequeña de un empleado del hotel, siente curiosidad por la vida aristocrática anterior de Rostov. Mientras forman una amistad, ella le muestra los numerosos pasajes ocultos del hotel. El príncipe Nikolái Petrov, le pide a Rostov que huya del país con él, utilizando pasaportes falsos. Rostov se niega debido a viejos arrepentimientos, lealtad a su país y no querer dejar atrás un preciado cuadro de su difunta hermana, Helena. Se descubren los planes de Petrov y, para horror de Rostov, los soldados lo ejecutan en la calle.                                                                                                   |                                                               |                |                                                      |                     |           |
| 2 | «An Invitation» «Una invitación»                              | Sam Miller     | Ben Vanstone                                         | 5 de abril de 2023  | 0,146     |
| En 1922, poco antes de que se establezca oficialmente la Unión Soviética, Rostov se reúne con Mijaíl "Mishka" Mindich, un viejo amigo de la universidad y comunista. Rostov se siente culpable por poner fin a un romance entre Mindich y Helena, debido a la clase social más baja de Mindich. Rostov también sabe que Mindich habló en apoyo de su carácter ante el tribunal. La actriz de Cine mudo Anna Urbanova y Rostov tienen sexo casual en su suite. Se siente ofendido cuando ella lleva a un hombre diferente a su habitación la noche siguiente, aunque Rostov no sabe que el hombre es Alexéi Nachevko, un productor de cine gay. Glebnikov presiona a Rostov para que revele información sobre el pasado de Mindich, pero él se niega. Como gesto de buena voluntad, Rostov le da a Glebnikov su copia de Guerra y paz como un regalo de Navidad, a pesar de que la festividad está prohibida. Antes de ir al internado, Nina le regala a Rostov una llave maestra para el hotel, lo que le permite salir al aire libre accediendo al techo. |                                                               |                |                                                      |                     |           |
| 3 | «The Last Rostov» «El último de los Rostov»                   | Sarah O'Gorman | Ben Vanstone Basado en el guion de: Stewart Harcourt | 12 de abril de 2023 | 0,113     |
| En 1926, Iósif Stalin subió al poder tras la muerte de Lenin. Una adolescente Nina regresa de la escuela, cautivada por los ideales comunistas. Rostov se entera de que su querida abuela, la condesa Rostova, ha muerto en el extranjero. Planea una cena conmemorativa, a pesar de las advertencias de que podría ser peligrosa. Los cambios en el hotel preocupan a Rostov mientras la URSS busca desmantelar los "monumentos al privilegio". Rostov y Anna reavivan su relación sexual casual. Abram, el anciano cuidador del hotel, se molesta cuando su colonia de abejas desaparece de la colmena de la azotea. Sólo Mindich y Nina asisten a la cena conmemorativa de Rostov. Glebnikov le recuerda amenazadoramente a Rostov que él es un prisionero y que otros nobles viven en la pobreza. Rostov contempla el suicidio, pero se detiene cuando Abram descubre que la colonia de abejas ha regresado. Abram le pide a Rostov que sea el nuevo apicultor y él acepta. Mientras tanto, Anna se preocupa por su carrera cuando a Stalin no le gusta su última película. Ella y Rostov encuentran consuelo en la compañía del otro. |                                                               |                |                                                      |                     |           |
| 4 | «Good Times» «Buenos tiempos»                                 | Sarah O'Gorman | Ben Vanstone Basado en el guion de: Susie Conklin    | 19 de abril de 2023 | 0,168     |
| En 1932, Rostov se convirtió en el jefe de camareros del restaurante Boyarsky. A pesar de la Gran Depresión, la economía de la URSS parece fuerte. Como parte del Komsomol, Nina viaja a Donetsk para ayudar en la colectivización. Mindich se niega a censurar las cartas privadas de Antón Chéjov para su publicación, por lo que es golpeado y debe esconderse en el hotel. Le revela a Rostov que hay una grave hambruna. El hotel no se verá afectado debido a que el gobierno mantiene las apariencias para los extranjeros. Glebnikov ordena a Rostov que informe sobre Alexéi Nachevko, el nuevo ministro de Cultura. Anna planea resucitar su carrera cinematográfica. Mindich y Rostov reflexionan sobre cómo Rostov mató al amante abusivo de Helena, Pulonov, en un duelo. Como resultado, Rostov fue despedido y Helena más tarde se suicidó. Mindich es arrestado por los hombres de Glebnikov. Rostov descubre que Nachevko y el general Belsky no son cómplices sino amantes en secreto. Rostov no los denuncia, pero Belsky se convierte en un chivo expiatorio. En 1938, el marido de Nina es condenado a un campo de trabajo y ella planea ir con él. Deja a su hija Sofía con Rostov y Nina insiste en que es sólo temporal. |                                                               |                |                                                      |                     |           |
| 5 | «An Arrival» «Una llegada»                                    | Sarah O'Gorman | Ben Vanstone                                         | 26 de abril de 2023 | 0,081     |
| Rostov cuida a Sofía, lo que resulta un desafío ya que está confinado en el hotel. Sin embargo, adaptan a una rutina. El subdirector del hotel, Leplevsky, presiona al director Halecki para que envíe a Sofía a un orfanato. Rostov los convence para que la dejen quedarse un mes, con la esperanza de que Nina regrese pronto. El último papel cinematográfico de Anna lo ocupa una actriz más joven, Mila Federova. Anna se da cuenta de que sus días como protagonista han terminado y decide actuar en el teatro. La Alemania nazi se está movilizando en Europa del Este, lo que hace que la Unión Soviética tema una guerra. Los hijos de Marina y Andréi se van para alistarse en el ejército. Leplevsky hace arreglos para que se lleven a Sofía, pero Rostov y Halecki lo impiden alegando que es la sobrina de Rostov, lo que le permite permanecer en el hotel. En Siberia, el cadáver de Nina es arrojado a una fosa común. Una Sofía adulta explica mediante voz en off que buscó a su madre pero nunca encontró ningún registro de lo que le sucedió. |                                                               |                |                                                      |                     |           |
| 6 | «The Fall» «La caída»                                         | Sam Miller     | Nessah Muthy                                         | 3 de mayo de 2023   | 0,123     |
| En 1947, la adolescente Sofía sube corriendo una escalera, la barandilla se rompe, lo que la hace caer y se fractura el cráneo. Rostov, presa del pánico, la lleva rápidamente al hospital. Leplevsky, que ahora es el director del hotel, alerta a las autoridades. Anna convence al personal para que le diga al capitán Abashev que no vieron a Rostov salir del hotel. Anna afirma que Rostov estuvo en su habitación toda la noche, aunque no puede explicar su paradero actual. Glebnikov localiza a Rostov en el hospital, donde Sofía es operada. Los hombres de Abashev llegan poco después, por lo que Glebnikov hace arreglos para que Rostov escape en un camión de pan. El personal ayuda a introducir clandestinamente a Rostov en el hotel. Cuando Rostov reaparece en el vestíbulo ante Abashev, queda absuelto de las acusaciones de Leplevsky. Anna decide vivir en una suite de hotel para estar más cerca de Rostov y Sofía. La figura materna de Anna, Olga, se casa con el conserje del hotel Vasili. Después de recuperarse por completo, Sofía toca el piano en la celebración del cumpleaños de Rostov. |                                                               |                |                                                      |                     |           |
| 7 | «An Assembly» «Una asamblea»                                  | Sam Miller     | Ben Vanstone                                         | 10 de mayo de 2023  | 0,091     |
| En 1953 Sofía gana un concurso de piano y realiza una gira por Europa, incluida París. Le irrita la censura, que dicta qué música puede tocar. Stalin muere, y una cena gubernamental en el hotel determinará su sucesor. Un estadounidense, Richard Vander while, le pide a Rostov que espíe en la reunión. Rostov acepta a cambio de que a Sofía se le permita desertar a los Estados Unidos. Anna apoya su decisión y le ayuda a colocarle un micrófono oculto. Graba la reunión mientras trabaja como camarero. Sin embargo, Sofía tendrá que entregar las cintas a la Embajada de Estados Unidos en París. Jrushchov es elegido para reemplazar a Stalin, lo que significa que el antiguo orden, incluido Glebnikov, será "eliminado". Mindich sale de un campo de trabajo, profundamente traumatizado y desilusionado. Permanece brevemente en el hotel y deja una fotografía de 1913 de él y Rostov. En el reverso de la foto hay un poema político que escribió Mindich, pero fue publicado bajo el nombre de Rostov para proteger a Mindich. Este engaño salvó a Rostov de la ejecución después de la revolución. |                                                               |                |                                                      |                     |           |
| 8 | «Adieu» «Adiós»                                               | Sam Miller     | Ben Vanstone                                         | 17 de mayo de 2023  | 0,121     |
| Rostov, Anna y Sofía hacen planes para que Sofía deserte mientras está de gira en París. Rostov y Anna prometen unirse a ella viajando a Finlandia con pasaportes falsos y para después ir a Estados Unidos. Rostov se despide de Sofía entre lágrimas. Glebnikov advierte a Rostov que una vez que deserte, las autoridades perseguirán a Rostov y Anna. Leplevsky descubre los pasaportes en la habitación de Rostov. Para evitar ser arrestado, encadena a Leplevsky en la sala de calderas del hotel. En París, Sofía se disfraza y logra escapar de sus acompañantes. Anna planea encontrarse con Rostov en la estación de tren. Glebnikov le dice que tome sola el tren a Helsinki por su propia seguridad, pero ella duda. Rostov se entera de que Sofía llegó a la embajada de Estados Unidos cuando todos los teléfonos del vestíbulo empiezan a sonar simultáneamente. Luego sale a la noche nevada. Mediante una voz en off, Sofía dice que no volvió a ver ni saber nada de Rostov ni de Anna, pero le gusta creer que están juntos y libres. Se muestra a Rostov y Anna viviendo en una pequeña y pintoresca granja rodeada de manzanos.                                                                                            |                                                               |                |                                                      |                     |           |

## Producción
En agosto de 2017, se informó que Entertainment One estaba trabajando en el desarrollo de una serie limitada basada en la novela de 2016 de Amor Towles del mismo título. En abril de 2018, se anunció que Kenneth Branagh interpretaría al conde Rostov, el personaje principal de la serie y que Tom Harper sería el encargado de dirigirla.
En agosto de 2022, se anunció que Ewan McGregor había reemplazado a Branagh en el papel del conde Rostov y que la serie se estrenaría en Paramount+ a nivel internacional y el canal de televisión Showtime haría lo propio en Estados Unidos. En noviembre de 2022, se reveló que Sam Miller dirigiría y sería el productor ejecutivo del proyecto. Mientras que Ben Vanstone sería el guionista, productor ejecutivo y show runner. Nessah Muthy ha sido guionista de la miniserie.
El 22 de febrero de 2023, Mary Elizabeth Winstead se incorporó al reparto en el papel de Anna Urbanova. En marzo de 2023, Leah Harvey, Johnny Harris, Paul Ready, Alexa Goodall, John Heffernan, Lyès Salem, Fehinti Balogun, Björn Hlynur Haraldsson, Dee Ahluwalia y Anastasia Hille se unieron al elenco de protagonistas.
Un caballero en Moscú es una adaptación de la novela homónima de Amor Towles. Sin embargo, a diferencia del libro, el papel de Anna Urbanova se ha ampliado en la serie. El guionista Ben Vanstone dijo que, si bien la «novela está necesariamente muy centrada en el recuento», no da «una impresión tan amplia de la vida de Anna fuera del conde». Vanstone dijo que una razón para ampliar el papel de Anna era darle al personaje «más agencia a lo largo de la historia». Otro cambio significativo con respecto a la novela fue la decisión de que el personaje de «Mishka» Mindich fuera un hombre negro. En la novela, Mishka es amigo del conde desde sus días universitarios, sin embargo en la serie se da a entender que Mishka y el conde crecieron juntos, lo que en realidad sería prácticamente imposible ya que nunca hubo un número aprecible de personas de ascendencia africana en Rusia. Incluso hoy en día, la población negra en Rusia es minúscula y representa aproximadamente el 0,03 % de la población.
Ewan McGregor participó en la creación del vestuario del conde Rostov junto a Sam Miller y Ben Vanstone. Durante el período de ensayo de la serie en Londres, McGregor se hizo la permanente y se tiñó el pelo de marrón oscuro. Con el tiempo, el color comenzó a desvanecerse, lo que McGregor creía que era «propicio para el envejecimiento».
El rodaje comenzó en Victoria Square en las afueras del Ayuntamiento de Boston en Bolton (Inglaterra) el 27 de febrero de 2023, se llevó a cabo hasta marzo de 2023 y se reanudó en abril de 2023. El Ayuntamiento de Liverpool se utilizó como lugar de rodaje en junio de 2023. El rodaje también tuvo lugar en Halifax, West Yorkshire y Leeds en mayo de 2023, antes de que fuera suspendido en julio debido a la huelga de actores de Estados Unidos de 2023.

## Estreno
Amor Towles dijo en una entrevista que esperaba que la fecha de estreno fuera en 2024. Finalmente se estrenó el 29 de marzo de 2024.

## Recepción
El agregador de reseñas Rotten Tomatoes informó de un índice de aprobación del 91 %, basado en 35 reseñas de críticos, con una calificación promedio de 7,2/10. El consenso de la crítica dice: «Iluminado por la elegante actuación de Ewan McGregor, Un caballero en Moscú es un retrato gratificante y caprichoso de una vida que florece en circunstancias restrictivas». Por su parte, Metacritic le asignó una puntuación de 74 sobre 100, basada en 21 críticas, lo que indica «críticas generalmente favorables». Jack Seale, de The Guardian, otorgó al primer episodio cuatro estrellas de cinco, y elogió la actuación de McGregor. Alison Herman, de la revista Variety, elogió la actuación de McGregor, pero sintió que la serie estaba «rellenada» y cuestionó el uso de su entorno histórico.